# Dinócrates
Dinócrates de Rodas (en griego Δεινοκράτης ὁ ῾Ρόδιος), también conocido como Estasícrates y Quirócrates, fue un arquitecto griego, urbanista y asesor técnico de Alejandro Magno nacido a finales del siglo IV a. C. Es conocido por su diseño del plano de la ciudad de Alejandría, en Egipto; del monumento funerario al general Hefestión en Babilonia y por la reconstrucción del Templo de Artemisa en Éfeso, entre otros trabajos.

## Obras

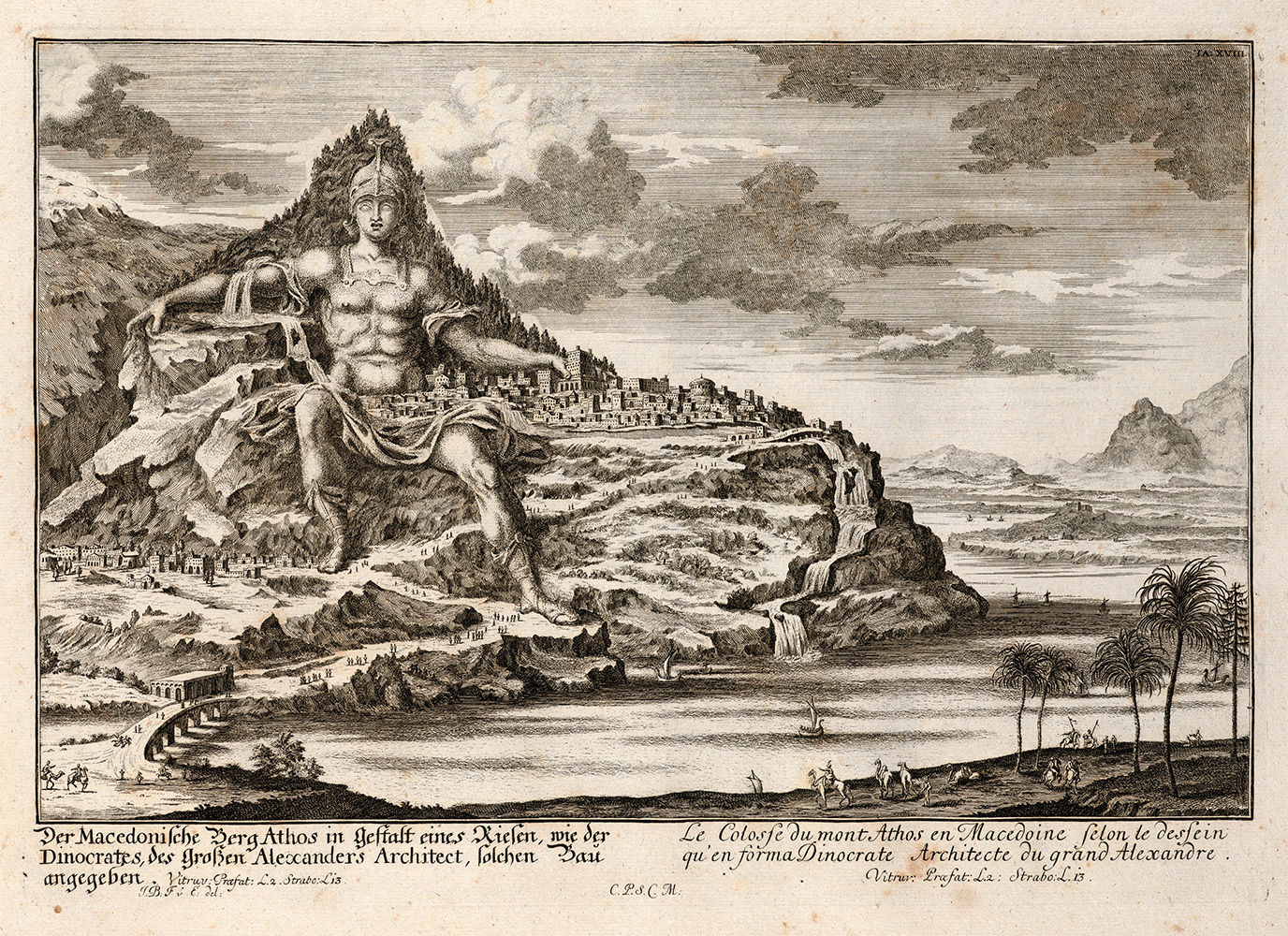
Representación moderna del proyecto de Dinócrates para el Monte Athos.

Antes de comenzar la construcción de Alejandría, Alejandro Magno buscaba levantar una ciudad en su honor. Dinócrates, sugirió el Monte Athos de Grecia, como localización para el asentamiento. Su plan consistía en esculpir en la ladera del Monte Athos una colosal estatua de Alejandro Magno, sosteniendo una pequeña ciudad en una mano y derramando desde un gigantesco recipiente un «río» hasta el mar. Sin embargo, su idea fue desechada por Alejandro, ya que Dinócrates no había considerado las condiciones de vida de sus residentes.
A la entrada Alejandro en Egipto, en el 332 a. C. y tras alzarse como vencedor en el enfrentamiento contra el dominio aqueménida y su rey, Darío III, Alejandro le encarga el diseño de la ciudad que llevaría su nombre, Alejandría. Ubicada en un lugar del delta del Nilo frente a la isla de Faro que tras sucesivas mejoras, quedaría unida a  Alejandría a través del denominado dique Heptastadio (en griego: ἑπταστάδιoς). Dinócrates se encarga también de diseñar un plan hipodámico, para el trazado de la ciudad. Para esta labor, que sentaría las bases e influiría en el desarrollo de las ciudades helenísticas, contaría con la ayuda de Cleómenes de Náucratis.
Posteriormente, diseña en Babilonia una pira funeraria en honor al general Hefestión, muerto en el 324 a. C., que fue descrito entre otros, por Diodoro Sículo, Flavio Arriano, Estrabón y Plutarco. Construido enteramente a base de piedra, estaba diseñado a semejanza de un templo babilónico, con una altura de siete pisos y de color dorado.
Colaboró con Peonio de Éfeso y Demetrio en la reconstrucción del Templo de Artemisa en Éfeso, una de las siete maravillas del mundo, y que había sido destruido en un incendio intencionado, a manos de Eróstrato el 21 de julio del 356 a. C., según se ha dicho, la misma noche en que nació Alejandro Magno.
También trabajó en otras célebres construcciones, como el incompleto monumento funerario para el padre de Alejandro, Filipo II de Macedonia, diseñando trazados para urbes griegas y numerosos templos, como en Delfos y Delos.